# Calendari republicà francès

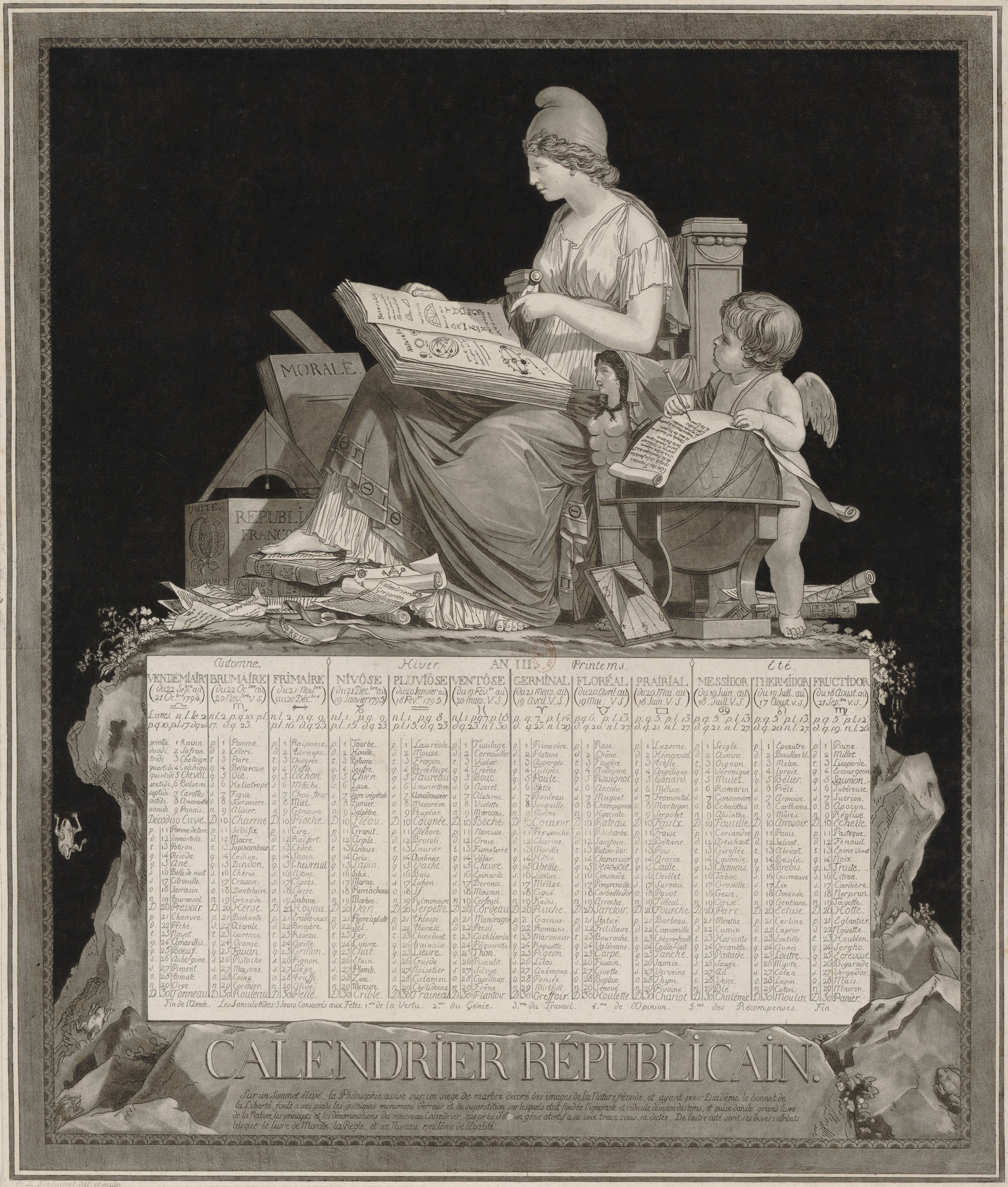
Calendari republicà francès de 1794, dibuixat per Louis-Philibert Debucourt

El calendari republicà francès (o calendari revolucionari francès) va ser un calendari utilitzat durant la Revolució Francesa que fou instaurat el 5 d'octubre de 1793 per un decret de la Convenció Nacional i es definia el 22 de setembre de 1792 com el primer de l'era, dia de la proclamació de França com a república. El disseny mirava d'adaptar el calendari al sistema decimal i eliminar-ne les referències de caràcter religiós.
El nou calendari va ésser vigent fins a l'1 de gener de 1806, quan el govern napoleònic va decidir restablir el calendari gregorià.

## Disseny i vigència del calendari
El calendari republicà va ser dissenyat pel matemàtic Gilbert Romme amb l'ajuda dels astrònoms Joseph Jêrôme Lalande, Jean-Baptiste-Joseph Delambre i Pierre-Simon Laplace. Tanmateix, se sol atribuir al poeta Fabre d'Églantine, el nom dels mesos i dels dies.
El calendari va ser adoptat per la Convenció Nacional, controlada pels jacobins, el 24 d'octubre de 1793; es va fixar que el primer dia d'aquest nou calendari seria el 22 de setembre de 1792, que coincidia amb la proclamació de la República i amb l'equinocci de tardor. D'aquesta manera, el calendari començava uns 13 mesos abans de la data en què va ser oficialment adoptat.
El calendari va ser d'aplicació civil a França, els territoris ocupats militarment pels exèrcits francesos (com Catalunya durant la Guerra Gran) i les seves colònies americanes i africanes fins que Napoleó va abolir-ne el seu ús oficial el dia 1 de gener de 1806 (més concretament la mitjanit del 10 de nivós de l'any XIV, és a dir, el 31 de desembre de 1805, poc més de 12 anys després de la seva introducció) com una manera d'eliminar els signes de democràcia republicana, atès que s'havia autoproclamat emperador dels francesos al desembre de 1804 i havia creat la nova noblesa imperial durant l'any 1805, ambdós conceptes incompatibles amb la naturalesa d'aquest calendari. Alhora, amb la derogació es volia segellar la reconciliació amb l'Església i el Papat, forjada pel Concordat del 1801 i dels quals va aconseguir una certa tolerància després de restaurar les festivitats civils i religioses de l'Església catòlica amb el Nou Calendari.
El calendari republicà o revolucionari, però, va ésser oficial dues vegades més:
- En primer lloc i de forma molt breu, després de l'enderrocament de Napoleó.
- En segon lloc, durant l'efímera Comuna de París (de març a maig de 1871).

## L'any
Els anys del calendari revolucionari francès s'acostumaven a escriure amb xifres romanes, i es comptaven a partir de l'inici de l'Era Republicana, que començà el dia 22 de setembre de 1792 (la Primera República Francesa fou proclamada l'endemà que la Convenció Nacional abolís la monarquia). Així, per exemple, el numeral romà IV indica el quart any —o any 4— de la república.

## Els mesos de l'any
Al calendari republicà, l'any sempre té 12 mesos de 30 dies cadascun.
Els mesos es divideixen en tres dècades de 10 dies cadascuna, per la qual cosa desapareixen les setmanes tradicionals de set dies. Els mesos no coincideixen amb els mesos del calendari Gregorià, perquè el calendari republicà comença sempre el compte dels mesos amb l'inici astronòmic de les estacions.
Els noms dels mesos adopten denominacions de fenòmens naturals i de l'agricultura:
Tardor: (terminació: -aire)
- Vendemiari o Vendémiaire (del llatí vindemia "verema") a partir del 22, 23 o 24 de setembre.
- Brumari o Brumaire (del francès brume "boira") a partir del 22, 23 o 24 d'octubre.
- Frimari o Rufolari o Frimaire (del francès frimas "vent fred després de la nevada") a partir del 21, 22 o 23 de novembre.

Hivern: (terminació: -ôse)
- Nivós o Nivôse (del llatí nivosus "nevat") a partir del 21, 22 o 23 de desembre.
- Pluviós o Pluviôse (del llatí pluviosus "plujós") a partir del 20, 21 o 22 de gener.
- Ventós o Ventôse (del llatí ventosus "ventós") a partir del 19, 20 o 21 de febrer.

Primavera: (terminació: -al)
- Germinal o Germinal (del llatí germen "llavor") a partir del 20 o 21 de març.
- Floreal o Floréal (del llatí flos "flor") a partir del 20 o 21 d'abril.
- Pradal o Prairial (del francès prairie "prat") a partir del 20 o 21 de maig.

Estiu: (terminació: -dor)
- Messidor o Messidor (del llatí messis "collita") a partir del 19 o 20 de juny.
- Termidor o Thermidor (del grec thermos "calor") a partir del 19 o 20 de juliol.
- Fructidor o Fructidor (del llatí fructus "fruita") a partir del 18 o 19 d'agost.

La majoria de noms dels mesos són neologismes derivats de paraules similars en francès, llatí o grec. Les terminacions dels noms s'apleguen segons l'estació, per tal d'adequar la sonoritat de la partícula final al caràcter de l'estació. Per exemple, segons Fabre d'Églantine, els noms dels mesos de la tardor tenien un so greu i una mesura mitjana; els mesos de l'hivern un so feixuc i una mesura llarga; els mesos de la primavera un so gai i una mesura breu; i els mesos de l'estiu un so sonor i una mesura llarga.

## Els dies
Els deu dies de la dècada eren comptats:
1. Primidi
2. Duodi
3. Tridi
4. Quartidi
5. Quintidi
6. Sextidi
7. Septidi
8. Octidi
9. Nonidi
10. Décadi

## Els dies de l'any
A diferència del Calendari Gregorià, on cada dia s'associa amb un sant o santa, el calendari republicà associa cada jorn amb una planta, un animal o una eina del camp.

### Tardor
| Vendémiaire (22 set. ~ 21 oct.) | Brumaire (22 oct. ~ 20 nov.) | Frimaire (21 nov. ~ 20 des.) |
| --- | --- | --- |
| 1. Raisin (raïm) 2. Safran (safrà) 3. Châtaigne (castanya) 4. Colchique (còlquic) 5. Cheval (cavall) 6. Balsamine (balsamina) 7. Carotte (pastanaga) 8. Amaranthe (amarant) 9. Panais (xirivia) 10. Cuve (tina) 11. Pomme de terre (patata) 12. Immortelle (sempreviva) 13. Potiron (carbassera de rabequet) 14. Réséda (reseda) 15. Âne (ase) 16. Belle de nuit (flor de nit) 17. Citrouille (carbassa) 18. Sarrasin (blat negre) 19. Tournesol (gira-sol) 20. Pressoir (trull) 21. Chanvre (cànem) 22. Pêche (préssec) 23. Navet (nap) 24. Amarillis (amaril·lis) 25. Bœuf (bou) 26. Aubergine (albergínia) 27. Piment (pebrot) 28. Tomate (tomàquet) 29. Orge (ordi) 30. Tonneau (bóta) | 1. Pomme (poma) 2. Céleri (api) 3. Poire (pera) 4. Betterave (remolatxa) 5. Oie (oca) 6. Héliotrope (Heliotropium europaeum) 7. Figue (figa) 8. Scorsonère (escurçonera) 9. Alisier (moixera de pastor) 10. Charrue (arada) 11. Salsifis (barbeta) 12. Macre (castanya d'aigua) 13. Topinambour (nyàmera) 14. Endive (Cichorium intybus) 15. Dindon (gall dindi) 16. Chervis (escaravia) 17. Cresson (créixens) 18. Dentelaire (malvesc) 19. Grenade (magrana) 20. Herse (rascle) 21. Bacchante (Baccharis) 22. Azerole (atzerola) 23. Garance (rogeta) 24. Orange (taronja) 25. Faisan (faisà) 26. Pistache (festuc) 27. Macjonc (guixó tuberós) 28. Coing (codony) 29. Cormier (servera) 30. Rouleau (corró) | 1. Raiponce (fiteuma) 2. Turneps (nap) 3. Chicorée (xicoira) 4. Nèfle (nespra) 5. Cochon (porc) 6. Mâche (canonge) 7. Chou-fleur (coliflor) 8. Miel (mel) 9. Genièvre (ginebre) 10. Pioche (pic) 11. Cire (cera) 12. Raifort (rave rusticà) 13. Cèdre (cedre) 14. Sapin (avet) 15. Chevreuil (cabirol) 16. Ajonc (gatosa) 17. Cyprès (xiprer) 18. Lierre (heura) 19. Sabine (Juniperus sabina) 20. Hoyau (aixadell) 21. Erable sucré (auró del sucre) 22. Bruyère (bruc) 23. Roseau (canya) 24. Oseille (agrella) 25. Grillon (grill) 26. Pignon (pinyó) 27. Liège (suro) 28. Truffe (tòfona) 29. Olive (olivera) 30. Pelle (pala) |

### Hivern
| Nivôse (21 des. ~ 19 gen.) | Pluviôse (20 gen. ~ 18 feb.) | Ventôse (19 feb. ~ 20 mar.) |
| --- | --- | --- |
| 1. Tourbe (torba) 2. Houille (carbó) 3. Bitume (betum) 4. Soufre (sofre) 5. Chien (gos) 6. Lave (lava) 7. Terre végétale (terra vegetal) 8. Fumier (fem) 9. Salpêtre (salpetre) 10. Fléau (batolla) 11. Granit (granit) 12. Argile (argila) 13. Ardoise (pissarra) 14. Grès (gres) 15. Lapin (conill) 16. Silex (sílex) 17. Marne (marga) 18. Pierre à chaux (pedra calcària) 19. Marbre (marbre) 20. Van (ventadora) 21. Pierre à plâtre (pedra de guix) 22. Sel (sal) 23. Fer (ferro) 24. Cuivre (coure) 25. Chat (gat) 26. Étain (estany) 27. Plomb (plom) 28. Zinc (zenc) 29. Mercure (mercuri) 30. Crible (garbell) | 1. Lauréole (lloreret) 2. Mousse (molsa) 3. Fragon (galzeran) 4. Perce-neige (lliri de neu) 5. Taureau (brau) 6. Laurier thym (marfull) 7. Amadouvier (bolet de soca) 8. Mézéréon (tintorell) 9. Peuplier (pollancre) 10. Coignée (destral gran) 11. Ellébore (el·lèbor) 12. Brocoli (bròquil) 13. Laurier (llorer) 14. Avelinier (avellaner, Corylus maxima) 15. Vache (vaca) 16. Buis (boix) 17. Lichen (liquen) 18. If (teix) 19. Pulmonaire (pulmonària) 20. Serpette (podall) 21. Thlaspi (traspic) 22. Thymèle (dafne pirinenc, Daphne cneorum) 23. Chiendent (agram, Cynodon dactylon) 24. Trainasse (passacamins, Polygonum aviculare) 25. Lièvre (llebre) 26. Guède (herba del pastell) 27. Noisetier (avellaner, Corylus avellana) 28. Cyclamen (ciclamen) 29. Chélidoine (celidònia) 30. Traîneau (trineu) | 1. Tussilage (pota de cavall, Tussilago farfara) 2. Cornouiller (sanguinyol) 3. Violier (violer groc) 4. Troène (troana) 5. Bouc (boc) 6. Asaret (atzarí) 7. Aloterne (aladern) 8. Violette (violeta) 9. Marceau (gatsaule) 10. Bêche (fanga) 11. Narcisse (narcís) 12. Orme (om) 13. Fumeterre (fumària) 14. Vélar (sisimbri oficinal) 15. Chèvre (cabra) 16. Épinard (espinac) 17. Doronic (dorònic) 18. Mouron (borrissol) 19. Cerfeuil (cerfull) 20. Cordeau (cordill) 21. Mandragore (mandràgora) 22. Persil (julivert) 23. Cochiéaria (cocleària) 24. Pâquerette (margarida) 25. Thon (tonyina) 26. Pissenlit (pixallits) 27. Sylve (herba fetgera) 28. Capillaire (capil·lera) 29. Frêne (freixe) 30. Plantoir (plantador) |

### Primavera
| Germinal (21 mar. ~ 19 abr.) | Floréal (20 abr. ~ 19 mai.) | Prairial (20 mai. ~ 18 jun.) |
| --- | --- | --- |
| 1. Primevère (primula) 2. Platane (plàtan) 3. Asperge (espàrrec) 4. Tulipe (tulipa) 5. Poule (gallina) 6. Bette (bleda) 7. Bouleau (bedoll) 8. Jonquille (almesquí) 9. Aulne (vern) 10. Couvoir (eclosionadora) 11. Pervenche (vinca) 12. Charme (carpí) 13. Morille (múrgola) 14. Hêtre (faig) 15. Abeille (abella) 16. Laitue (enciam) 17. Mélèze (làrix) 18. Ciguë (cicuta) 19. Radis (rave) 20. Ruche (rusc) 21. Gainier (arbre de l'amor) 22. Romaine (enciam romà) 23. Marronnier (castanyer) 24. Roquette (ruca) 25. Pigeon (colom) 26. Lilas (lilà) 27. Anémone (anemone) 28. Pensée (pensament) 29. Myrtille (nabiu) 30. Greffoir (ganivet d'empeltar) | 1. Rose (rosa) 2. Chêne (roure) 3. Fougère (falguera) 4. Aubépine (arç blanc) 5. Rossignol (rossinyol) 6. Ancolie (aguilera) 7. Muguet (muguet) 8. Champignon (xampinyó) 9. Hyacinthe (jacint) 10. Râteau (rascle) 11. Rhubarbe (ruibarbre) 12. Sainfoin (trepadella) 13. Bâton-d'or (rosella) 14. Chamerops (margalló) 15. Ver à soie (cuc de seda) 16. Consoude (consolda) 17. Pimprenelle (pimpinella) 18. Corbeille d'or (paneret, Alyssum saxatile) 19. Arroche (salat blanc) 20. Sarcloir (aixadell) 21. Statice (gasó alpí) 22. Fritillaire (fritil·lària) 23. Bourrache (borratja) 24. Valériane (valeriana) 25. Carpe (carpa) 26. Fusain (evònim) 27. Civette (cibulet) 28. Buglosse (llengua de bou) 29. Sénevé (mostassa negra) 30. Houlette (gaiata) | 1. Luzerne (alfals) 2. Hémérocalle (hemerocal·lis) 3. Trèfle (trèvol) 4. Angélique (angèlica) 5. Canard (ànec) 6. Mélisse (melissa) 7. Fromental (fromental gros) 8. Martagon (marcòlic) 9. Serpolet (serpoll) 10. Faux (dalla) 11. Fraise (maduixa) 12. Bétoine (betònica) 13. Pois (pèsol) 14. Acacia (acàcia) 15. Caille (guatlla) 16. Œillet (clavell) 17. Sureau (saüc) 18. Pavot (cascall) 19. Tilleul (til·ler) 20. Fourche (forca) 21. Barbeau (barb) 22. Camomille (camamilla) 23. Chèvrefeuille (xuclamel) 24. Caille-lait (quallallet, Galium verum) 25. Tanche (tenca) 26. Jasmin (gessamí) 27. Verveine (berbena) 28. Thym (farigola) 29. Pivoine (peònia) 30. Chariot (carretó) |

### Estiu
| Messidor (19 jun. ~ 18 jul.) | Thermidor (19 jul. ~ 17 ago.) | Fructidor (18 ago. ~ 16 set.) |
| --- | --- | --- |
| 1. Seigle (sègol) 2. Avoine (civada) 3. Oignon (ceba) 4. Véronique (verònica) 5. Mulet (mula) 6. Romarin (romaní) 7. Concombre (cogombre) 8. Échalote (escalunya) 9. Absinthe (absenta) 10. Faucille (falç) 11. Coriandre (coriandre) 12. Artichaut (carxofa) 13. Girofle (girofle) 14. Lavande (lavanda) 15. Chamois (isard) 16. Tabac (tabac) 17. Groseille (grosella) 18. Gesse (guixa) 19. Cerise (cirera) 20. Parc (cleda) 21. Menthe (menta) 22. Cumin (comí) 23. Haricot (mongeta) 24. Orcanète (boleng roig) 25. Pintade (pintada) 26. Sauge (sàlvia) 27. Aïl (all) 28. Vesce (veça) 29. Blé (blat) 30. Chalémie (dolçaina) | 1. Épeautre (espelta) 2. Bouillon blanc (herba blenera) 3. Melon (meló) 4. Ivraie (zitzània) 5. Bélier (marrà) 6. Prêle (cua de cavall) 7. Armoise (artemísia) 8. Carthame (càrtam) 9. Mûre (móra) 10. Arrosoir (regadora) 11. Panis (panical) 12. Salicorne (salicorn) 13. Abricot (albercoc) 14. Basilic (alfàbrega) 15. Brebis (ovella) 16. Guimauve (malví) 17. Lin (lli) 18. Amande (ametlla) 19. Gentiane (genciana) 20. Écluse (resclosa) 21. Carline (carlina) 22. Câprier (tàpera) 23. Lentille (llentia) 24. Aunée (ínula) 25. Loutre (llúdria) 26. Myrte (murta) 27. Colza (colza) 28. Lupin (tramús) 29. Coton (cotó) 30. Moulin (molí) | 1. Prune (pruna) 2. Millet (mill) 3. Lycoperdon (pet de llop) 4. Escourgeon (ordi de dues carreres) 5. Saumon (salmó) 6. Tubéreuse (nard) 7. Sucrion (ordi de sis carreres) 8. Apocyn (baladre) 9. Réglisse (regalèssia) 10. Échelle (escala) 11. Pastèque (síndria) 12. Fenouil (fonoll) 13. Épine vinette (coralet) 14. Noix (nou) 15. Truite (truita de riu) 16. Citron (llimona) 17. Cardère (cardó) 18. Nerprun (Rhamnus sp.) 19. Tagette (Tagetes sp.) 20. Hotte (cove) 21. Églantier (englantina) 22. Noisette (avellana) 23. Houblon (llúpol) 24. Sorgho (sorgo) 25. Écrevisse (cranc de riu) 26. Bigarade (taronja agra) 27. Verge d'or (vara d'or) 28. Maïs (blat de moro) 29. Marron (castanya) 30. Panier (cistell) |

## Elsdies complementarisoSans-culottides
Com que la suma dels 12 mesos de 30 dies dona com a resultat un total de 360 dies, en acabar l'any al mes de Fructidor s'hi afegeixen 5 dies (6 si era un any de traspàs) a fi d'adequar el calendari als 365 dies de l'any comú. A l'origen, aquests dies es coneixien com a Sans-culottides, per bé que després de l'any III (1795) van ser coneguts com a jours complémentaires (dies complementaris) i van tenir la consideració de festes nacionals sota la Primera República Francesa. Aquests dies són: 
- Fête de la Vertu o "Festa de la Virtut" el 17 o 18 de setembre.
- Fête du Génie o "Festa del Geni'" el 18 o 19 de setembre.
- Fête du Travail o "Festa del Treball" el 19 o 20 de setembre.
- Fête de l'Opinion o "Festa de l'Opinió" el 20 o 21 de setembre.
- Fête des Récompenses o "Festa de les Recompenses" el 21 o 22 de setembre.
- Fête de la Révolution o "Festa de la Revolució" el 22 o 23 de setembre (en anys de traspàs).

## Els anys de traspàs
Els anys bixestos o de traspàs en el calendari republicà van ser un punt polèmic a causa de l'obligació que hi havia de començar l'any amb l'equinocci de tardor i, també, d'afegir un dia cada quatre anys (com es feia amb el calendari gregorià).
Si bé els anys III, VII i XI es van ser considerar anys de traspàs, i els anys XV i XX també es va planificar que ho serien, mai no es va arribar a desenvolupar un algorisme per a determinar els anys bixestos posteriors a l'any XX, perquè el calendari va ser abolit en el 14è any de funcionament.

## Cronologia
- Any I: 22 de setembre de 1792/ 21 de setembre de 1793
- Any II: 22 de setembre de 1793/ 21 de setembre de 1794
- Any III: 22 de setembre de 1794/ 21 de setembre de 1795
- Any IV: 22 de setembre de 1795/ 21 de setembre de 1796
- Any V: 22 de setembre de 1796/ 21 de setembre de 1797
- Any VI: 22 de setembre de 1797/ 21 de setembre de 1798
- Any VII: 22 de setembre de 1798/ 21 de setembre de 1799
- Any VIII: 22 de setembre de 1799/ 21 de setembre de 1800
- Any IX: 22 de setembre de 1800/ 21 de setembre de 1801
- Any X: 22 de setembre de 1801/ 21 de setembre de 1802
- Any XI: 22 de setembre de 1802/ 21 de setembre de 1803
- Any XII: 22 de setembre de 1803/ 21 de setembre de 1804
- Any XIII: 22 de setembre de 1804/ 21 de setembre de 1805
- Any XIV: 22 de setembre de 1805/ 21 de setembre de 1806